# Tainia ponggolensis
Tainia ponggolensis är en orkidéart som först beskrevs av Anthony L. Lamb och H.Turner, och fick sitt nu gällande namn av Jeffrey James Wood och Anthony L. Lamb. Tainia ponggolensis ingår i släktet Tainia och familjen orkidéer. Inga underarter finns listade i Catalogue of Life.